# Chlorocoma pediobates
Chlorocoma pediobates là một loài bướm đêm trong họ Geometridae.